# Ferocactus pottsii
Ferocactus pottsii är en kaktusväxtart som först beskrevs av Salm-dyck, och fick sitt nu gällande namn av Curt Backeberg. Ferocactus pottsii ingår i släktet Ferocactus och familjen kaktusväxter. Inga underarter finns listade i Catalogue of Life.

## Bildgalleri

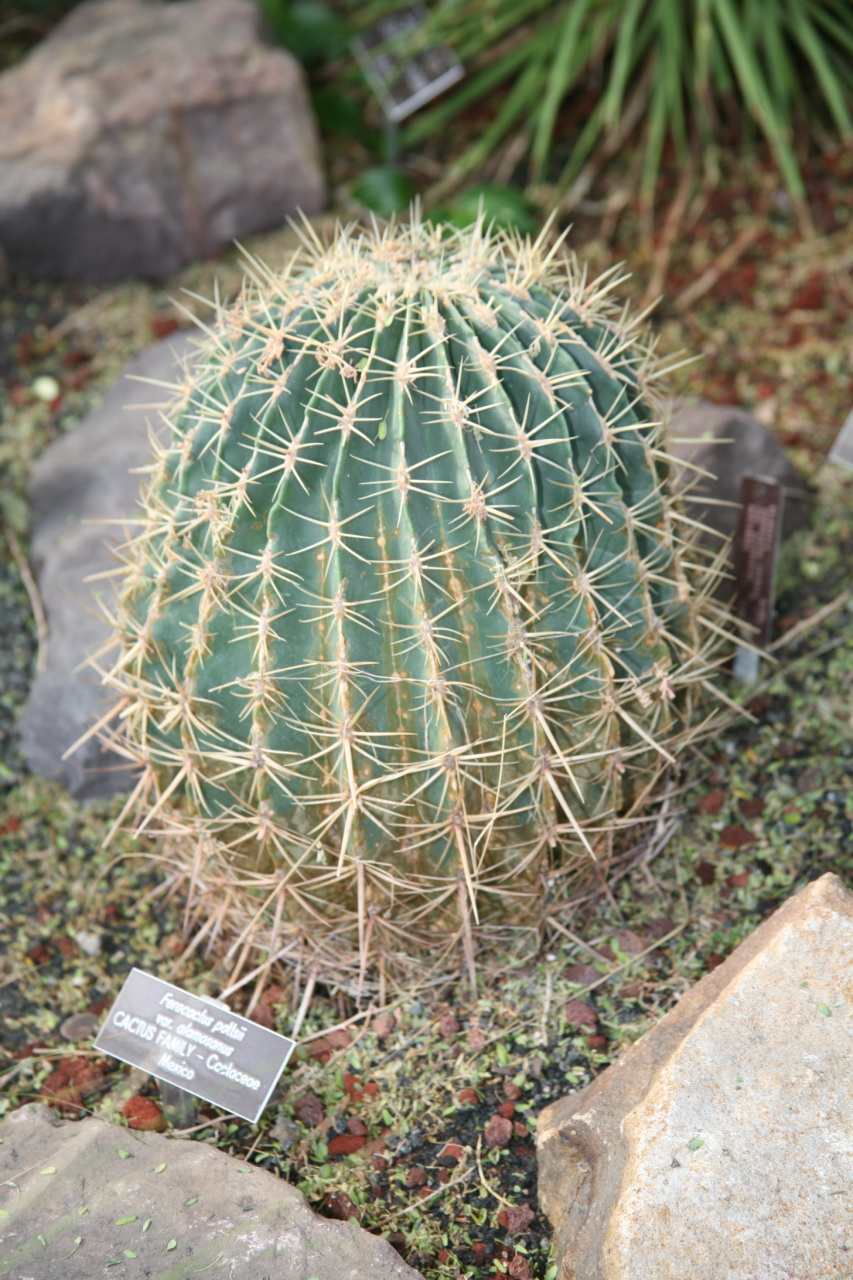
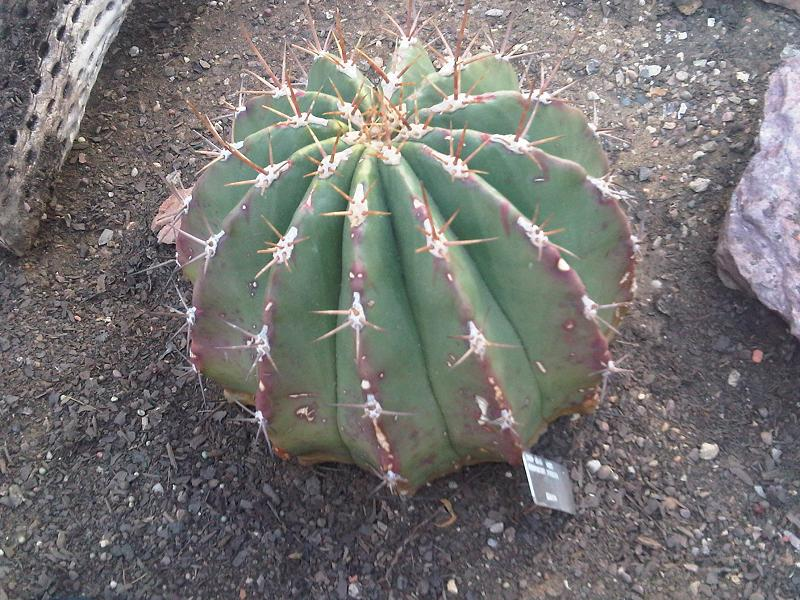
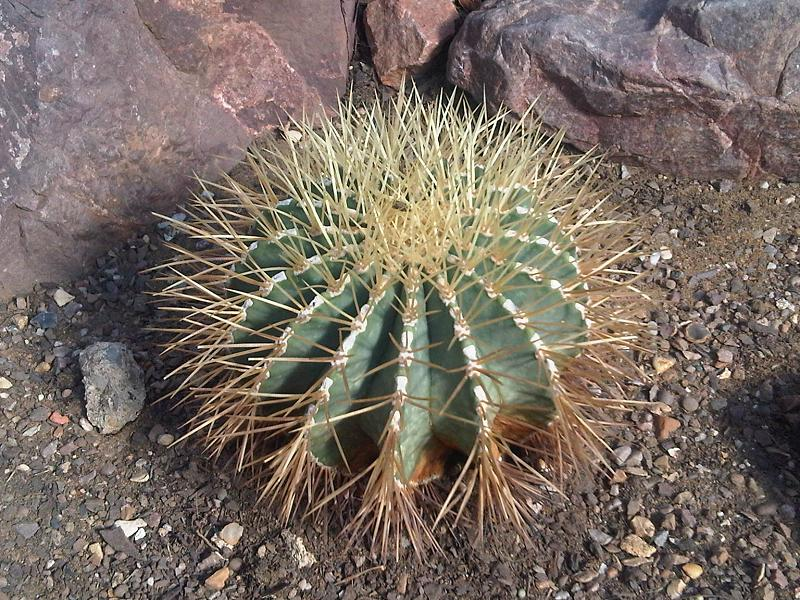
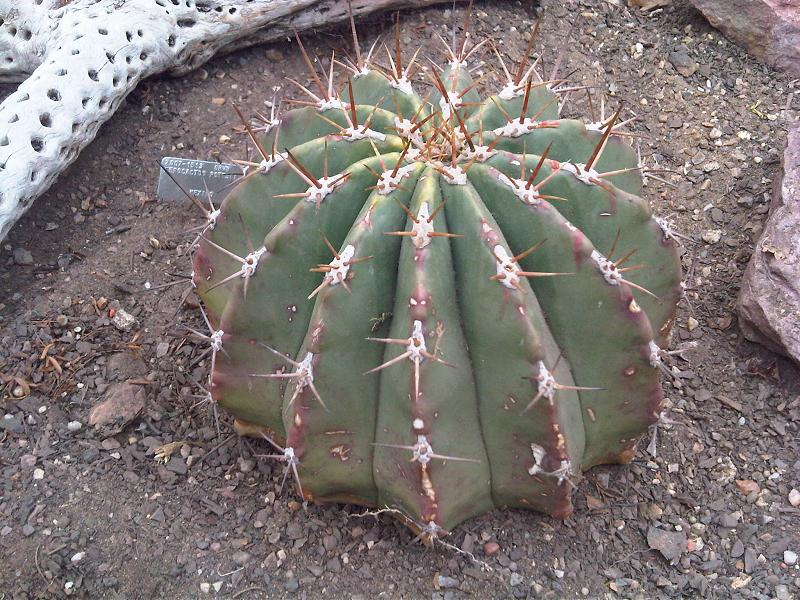
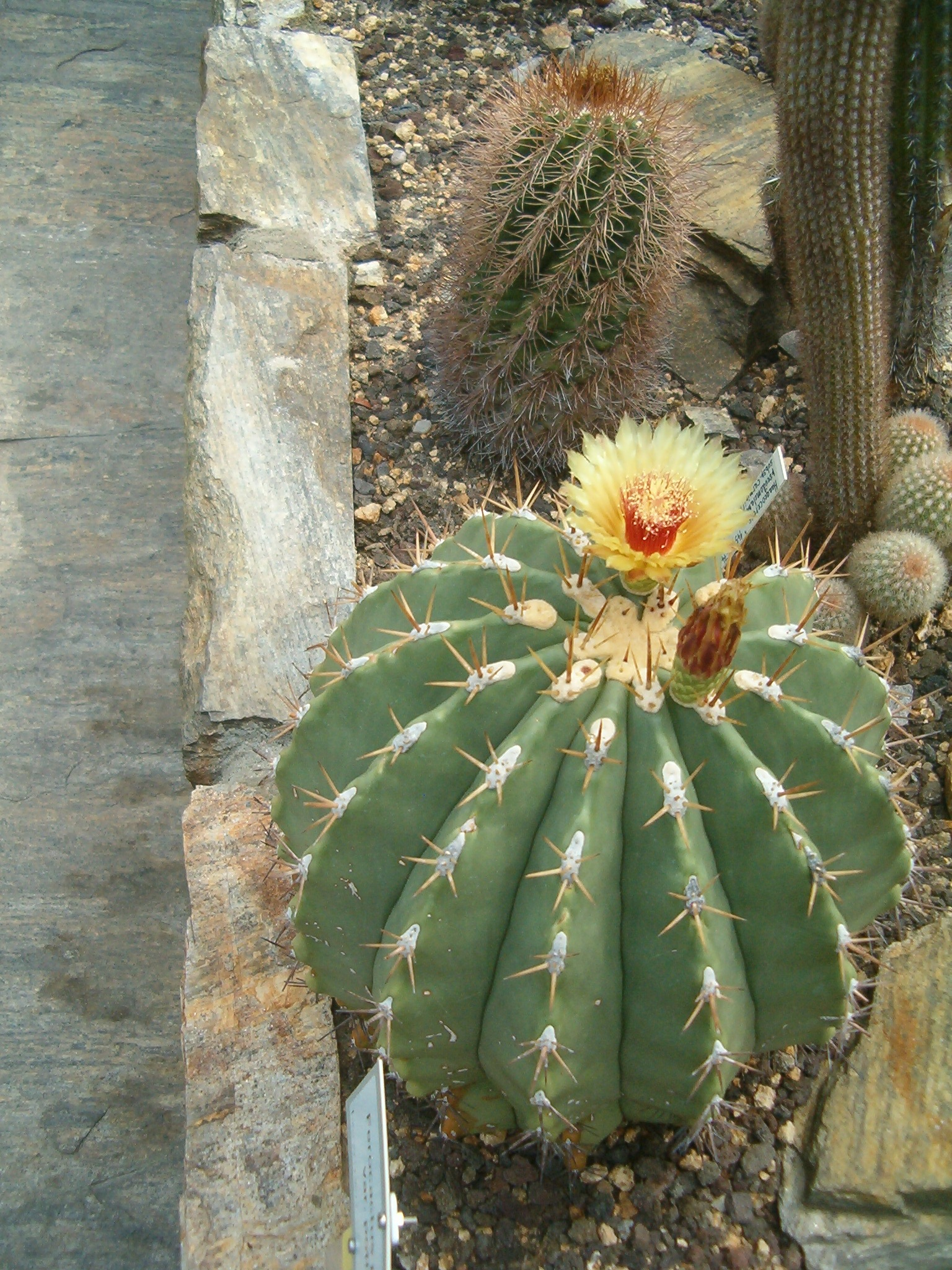
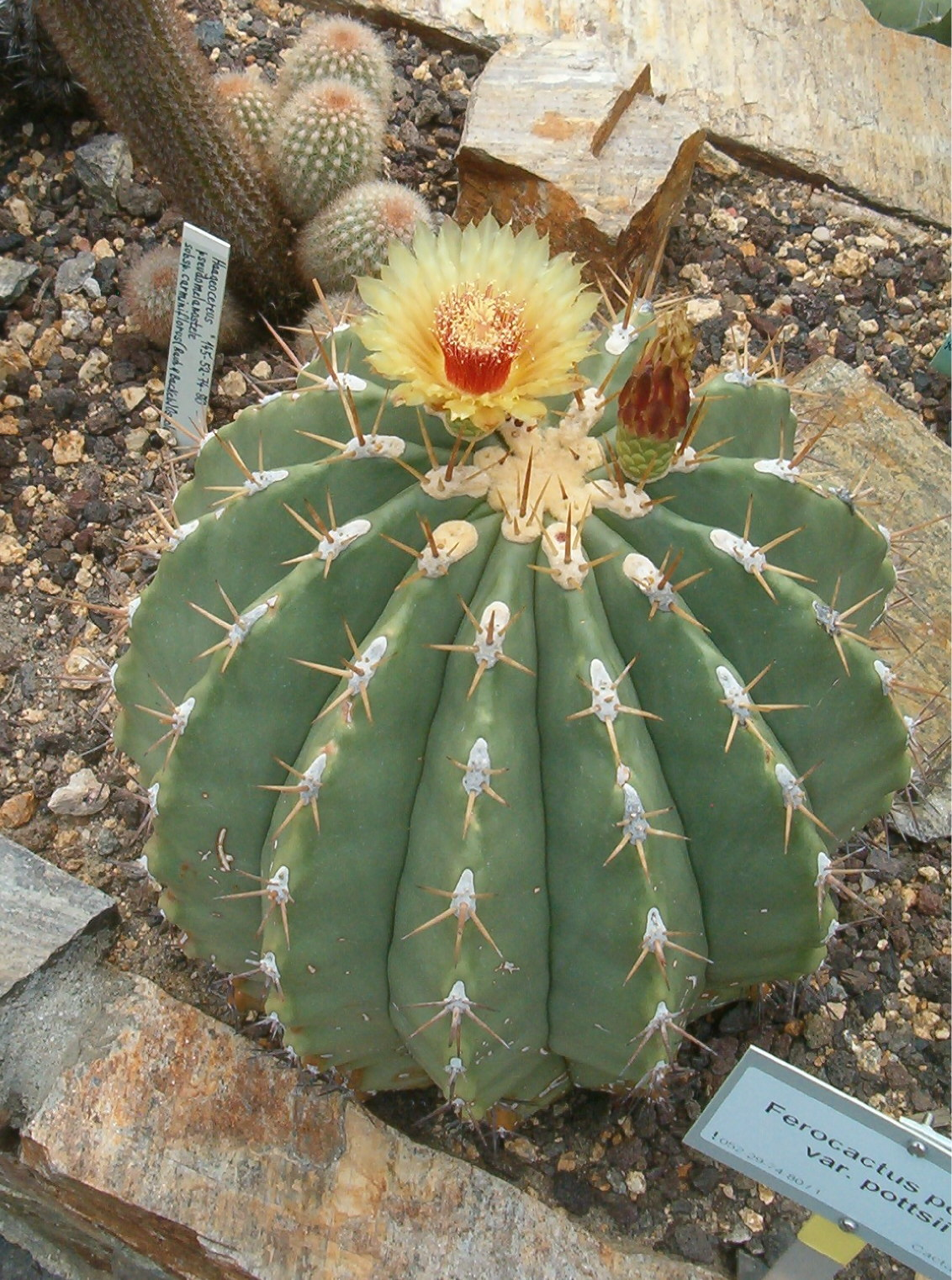